# 360 Condominiums
360 Condominiums – wieżowiec mieszkalny w centrum Austin w stanie Teksas. Jego wysokość wynosi 177 metrów, budynek ma 44 piętra, 430 mieszkania i ponad 1300 m² powierzchni sprzedaży. Ostatnie piętro wzniesiono w listopadzie 2007 roku, a budowa została oficjalnie zakończona 22 maja 2008 roku. 360 Condominiums był najwyższym budynkiem w Austin w okresie od 15 stycznia 2008 do 29 czerwca 2009 roku, czyli do momentu kiedy ukończono 51 kondygnację The Austonian. Do tej daty 360 Condominiums był również najwyższym mieszkalnym wieżowcem w całym stanie, przewyższając The Merc w Dallas. Obecnie jest to trzeci co do wysokości budynek w Austin, po The Austonian i Fairmont Austin; przewyższy go jeszcze The Independent, który obecnie jest w trakcie budowy i zostanie ukończony w 2019 roku.
Deweloperem 360 Condominiums byli Billy Holly i Judd Bobilin z Novare Group i Andrews Urban LLC. Projektantem budynku jest Preston Partnership LLC, a za prace budowlane odpowiadała JE Dunn Construction.

## Historia
Pierwszy projekt budynku został zaproponowany w 2006 roku przez Novare Group z siedzibą w Atlancie i Andrews Urban LLC z siedzibą w Austin. Koncepcja ta zakładała 40-piętrowy wieżowiec o wysokości 170 m. Projekt jednak został zmodyfikowany poprzez dodanie większej ilości pięter i mieszkań. Budowa rozpoczęła się 20 czerwca 2006 roku. Kolejne kondygnacje były wznoszone w tempie jednej na tydzień. 20 kwietnia 2007 osiągnięto poziom tarasu znajdującego się na 16 piętrze. W listopadzie 2007 wzniesiono ostatnie, 44 piętro budynku. Montaż iglicy trwał 6 dni i został ukończony 20 listopada 2007. To sprawiło, że budynek stał się najwyższym w Austin, przewyższając dotychczasowy najwyższy drapacz chmur w mieście, Frost Bank Tower. W 2008 roku zakończono prace budowlane. 23 maja 2008 roku, po blisko 2 latach od wmurowania kamienia węgielnego, 360 Condominiums został otwarty.